# Christoffel van Dijck
Christoffel van Dijck, oppure Christoffel van Dijk (Dexheim, 1600 – Amsterdam, novembre 1669), è stato un artista olandese nato in Germania da una famiglia olandese protestante, specializzato come orefice e fonditore di caratteri di stampa.

## Biografia

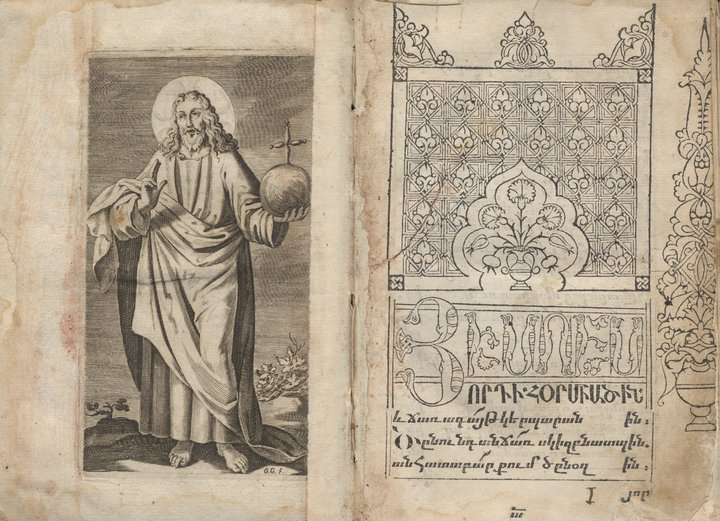
Yisus vordi (Gesù il figlio), un libro stampato dal cliente di Van Dijck Matteos Tsaretsi nel 1661. Il testo del corpo utilizza il testo bolorgir di van Dijck in caratteri armeni.

Suo padre Gilbert Breberenus van den Dijck era un ministro calvinista, esattamente come suo nonno, suo zio e suo fratello; sebbene la carriera di Dijck sia scarsamente documentata, si ritiene che sia stato influente nella storia della stampa e della dattilografia nei Paesi Bassi.
L'11 ottobre 1642 fece domanda per sposare Swaentje Harmens di Nordhorn, la vedova di un ex ministro di culto.
Dijck fondò la più importante fabbrica di caratteri da stampa del XVII secolo, fornendone all'Università di Oxford e all'Università di Cambridge.
Van Dijck divenne il più importante fondatore di caratteri del suo tempo nei Paesi Bassi, producendo caratteri in romano, corsivo, blackletter, armeno e caratteri musicali.
Alla sua morte, la sua fonderia fu rilevata dal figlio Abramo (1645-1672.
Nel 1673 la sua fonderia fu rilevata da Daniel Elzevier, quindi i punzoni rimasti passarono a Izaak Enschedé quando questi fondò ad Haarlem la celebre tipografia editoriale.